# Duist (plant)
Duist (Alopecurus myosuroides) is een eenjarige of tweejarige plant uit de grassenfamilie (Gramineae of Poaceae). De plant komt van nature voor in Eurazië. In Nederland komt duist voornamelijk voor in het oosten, noordoosten en in het rivierengebied. Daarnaast komt de plant voor in Zeeland en Zuid-Limburg. Duist komt algemeen voor op bouwland op open, vochtige, voedselrijke kleigronden en zandige leem. In wintergranen op kleigrond wordt de soort beschouwd als een te bestrijden onkruid. De soort is resistent tegen de meeste herbiciden.
De plant wordt 20-80 cm hoog en stoelt (vorming van zijspruiten) aan de voet sterk uit. De voet van de plant is paars. De bladeren zijn ruw, lopen langzaam spits toe en hebben een gegroefde bladrand. Het getande tongetje (ligula) is 2,2 mm lang.
Duist bloeit van mei tot juli met 2-12 cm lange aarpluim. De spoelvormige aarpluim is aan beide zijden versmald. De zeer kort behaarde, 6,5 mm lange kelkkafjes zijn tot ongeveer halverwege vergroeid en hebben een zeer smal gevleugelde voet. De aartjes zijn 4,5-7 mm lang. Het onderste 5 mm lange kroonkafje (lemma) is lang genaald. De kafnaald is geknikt en iets boven de basis van het kafje ingeplant. De wit of paarse helmhokjes zijn 3-4 mm lang.
De vrucht is een graanvrucht. Aan een aarpluim komen honderd tot tweehonderd zaden tot ontwikkeling. De kiemrust is ongeveer twee maanden en de zaden blijven in de grond meer dan zeven jaar kiemkrachtig.

## Foto's

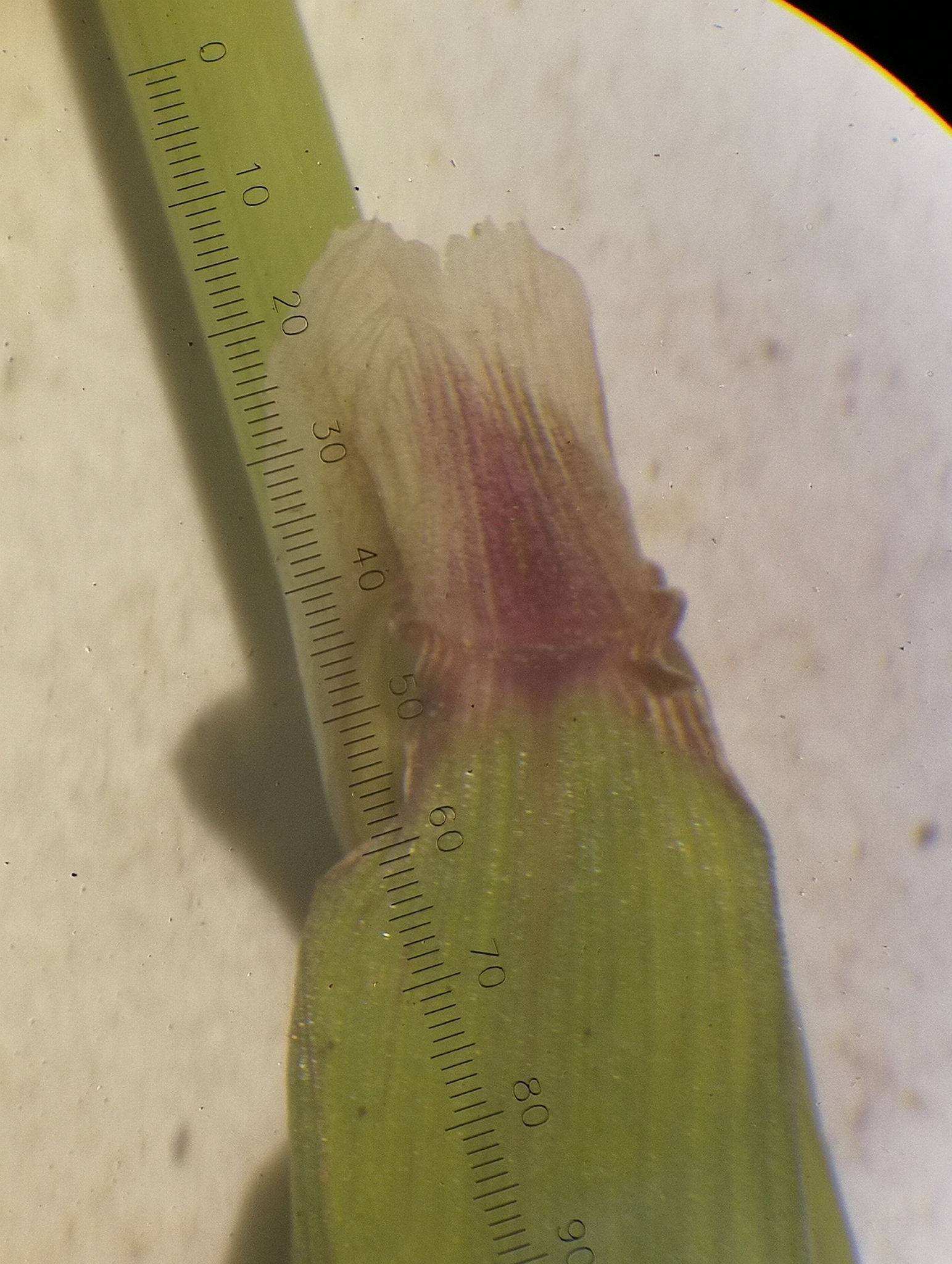
Getand tongetje
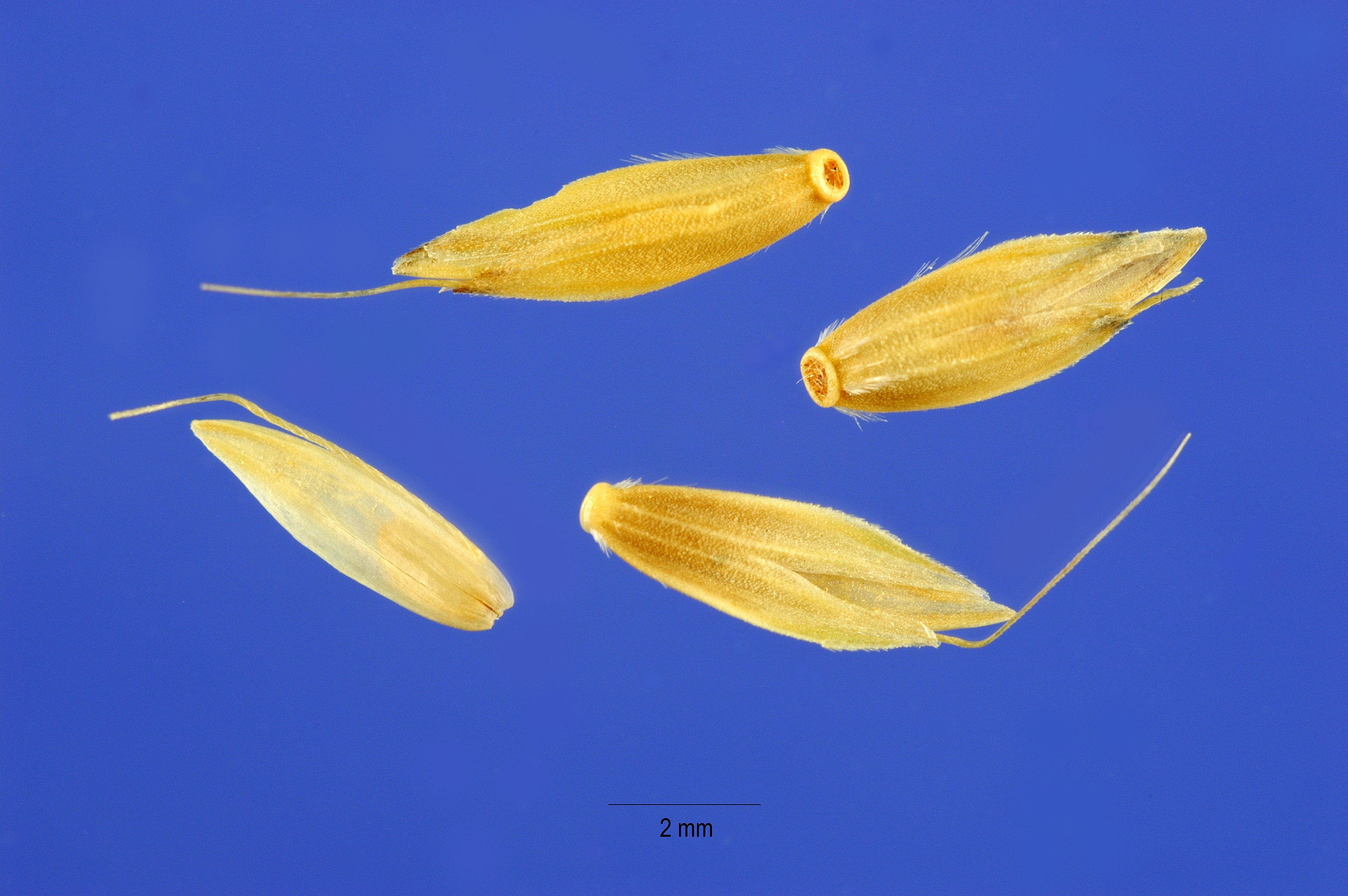
Aartjes